# Erdő, erdő, erdő
Az Erdő, erdő, erdő kezdetű magyar népdalt Bartók Béla gyűjtötte a Maros-Torda vármegyei Jobbágytelkén 1914-ben. Kodály Zoltán 1913-ban Gicén gyűjtött egy nagyon hasonló népdalt Búza, búza, búza szöveggel. Az utóbbi dal első három sora két szótaggal rövidebb, ennek megfelelően a dallamból is hiányzik két-két hang soronként.
Feldolgozások:
| Szerző          | Mire                         | Mű                       | Darab     | Népdal | Előadás |
| --------------- | ---------------------------- | ------------------------ | --------- | ------ | ------- |
| Bartók Béla     | ének, zongora                | Húsz magyar népdal       | 19.       | Búza…  | [ 1 ]   |
| Bartók Béla     | ének, zongora                | Húsz magyar népdal       | 20.       | Erdő…  | [ 2 ]   |
| Kodály Zoltán   | zenekar                      | Régi magyar katonadalok  | 1.        | Búza…  | [ 4 ]   |
| Kodály Zoltán   | gordonka és zongora          | Magyar rondó             | 1.        | Búza…  | [ 5 ]   |
| Máriássy István | zongora vagy ének és gitár   | Elindultam szép hazámból | 46.       | Erdő…  |         |
| Ludvig József   | ének, zongora, gitárakkordok | A csitári hegyek alatt   | 23. oldal | Erdő…  |         |

## Kotta és dallam

### Erdő, erdő, erdő
Erdő, erdő, erdő, marosszéki kerek erdő.

Madár lakik abban, madár lakik tizenkettő.

Cukrot adnék annak a madárnak, dalolja ki nevét a babámnak.

Csárdás kisangyalom, érted fáj a szívem nagyon.

### Búza, búza, búza
Búza, búza, búza, de szép tábla búza,

annak közepébe kinyílott a rózsa.

Tüske annak minden ága, nem állja a madár lába.

Kedves kisangyalom, katonahíredet hallom.

## Felvételek
- Erdő, erdő. Holdviola  YouTube (2010. július 3.)  (Hozzáférés: 2016. március 14.) (audió)
- Erdő, erdő, erdő (gyerekdal, rajzfilm gyerekeknek). YouTube (2013. október 1.)  (Hozzáférés: 2016. március 14.) (videó)
- Erdő, erdő (marosszéki kerek erdő). Kristóf Katalin és Milan  YouTube (2015. február 15.)  (Hozzáférés: 2016. március 14.) (videó)